# Pfarrhaus Vierkirchen (Oberbayern)

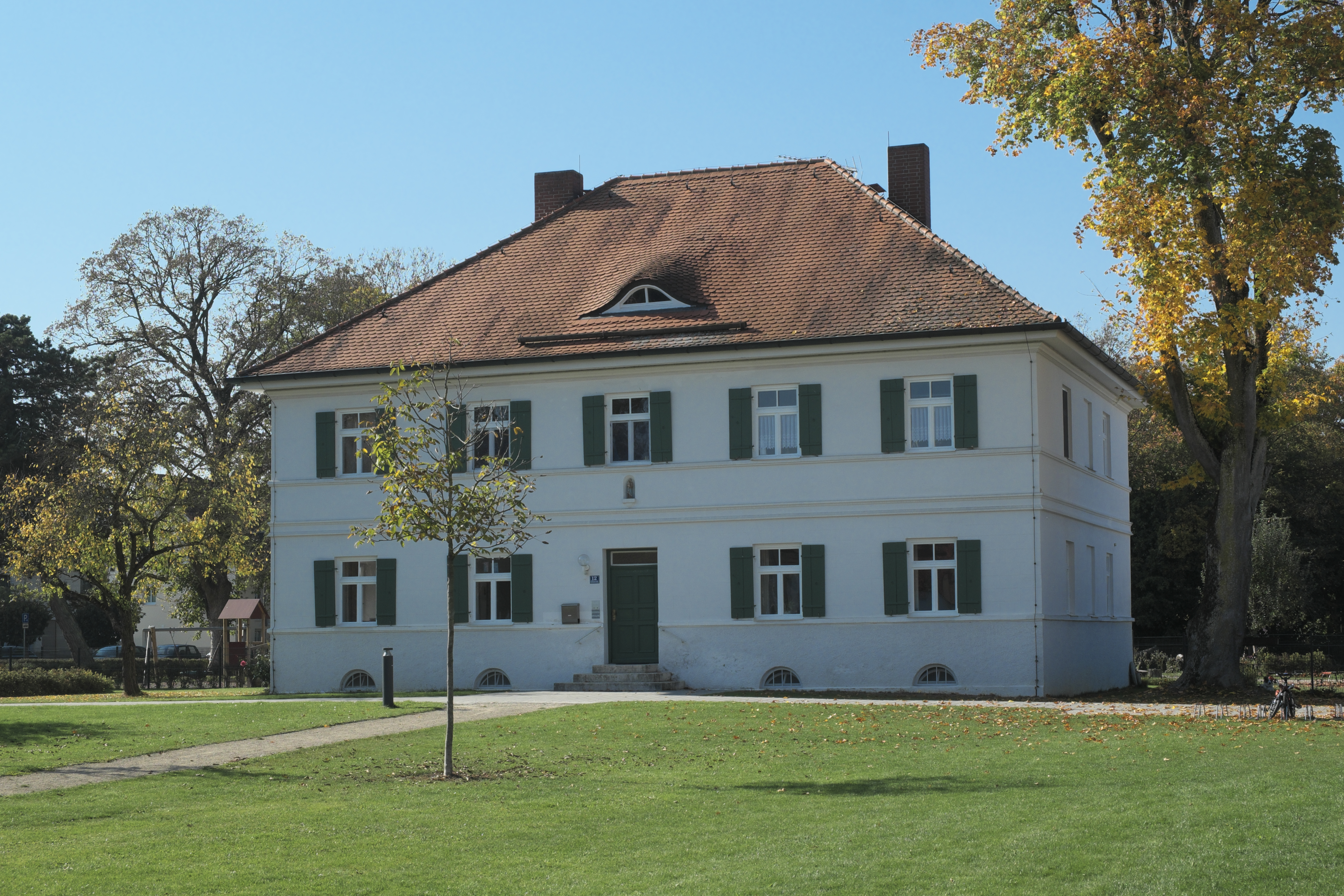
Pfarrhaus in Vierkirchen

Das Pfarrhaus in Vierkirchen, einer Gemeinde im oberbayerischen Landkreis Dachau, wurde 1836 errichtet. Das katholische Pfarrhaus an der Gröbmaierstraße 12, gegenüber der Pfarrkirche St. Jakobus, ist ein geschütztes Baudenkmal.
Der zweigeschossige Bau mit Gesimsgliederung und Walmdach besitzt fünf zu drei Fensterachsen. Er wird umgeben vom ehemaligen Pfarrgarten, der heute als Parkanlage genutzt wird.